# 板跳び

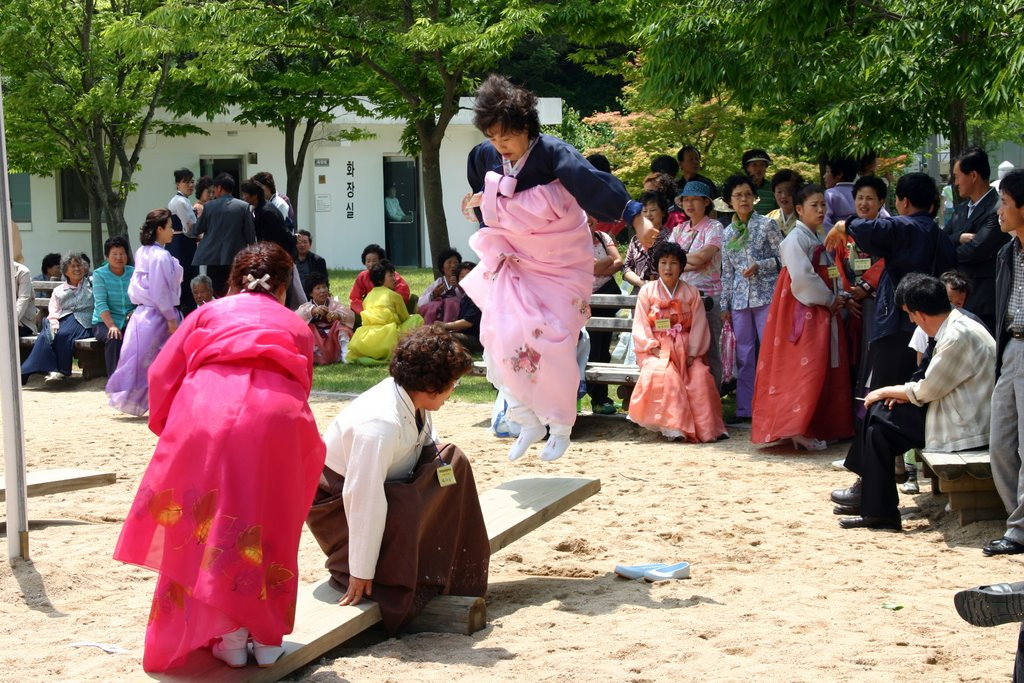
板跳び

板跳び（ノルティギ、널뛰기）とは、主に婦人や女の子が行う朝鮮の民族遊びの一つである。新年や伝統的な休日に行う。

## 起源
板跳びの由来について正確な資料はないが、高麗時代には女性が馬乗り・撃毬（馬に乗って走りながら棒でボールを打つゲーム）など、活発な運動をしたとされている。したがって高麗時代から板跳びが開始されたものと推測される。高い垣根の向こうに閉じ込められている獄中の夫を見ようとする妻が、同じく罪人の妻を誘って板の上で交互に飛びながら夫の顔を見ようとしたことが始まりと言われている。
また、昔は家の外に出ることがめったに許されていなかった女性たちが、この遊びを発明して塀の外の世界や男性をうかがったことが始まり、とも言われている。

## 板跳びにまつわる俗説
- 娘時代に板を走らなければ嫁に行く赤ちゃんを産まない。
- 年始に板跳びをすると一年の中で可視に付かずに過ごすことができる。

## 遊び方
丈夫な板の中間に巻いた藁などを敷き、シーソーのようにして両側で飛び跳ねる。
片側の人がジャンプして着地した反動で、もう片側にいる人が高く飛ぶ、ということを交互に繰り返す。踏み外したり、板から落ちたほうが負けとなる。